# Стуканов Сергій Ростиславович
Сергій Ростиславович Стуканов (3 березня 1984, Донецьк) - український журналіст, радіоведучий, публіцист, громадський діяч. Ведучий Українського радіо з 2018 року. Керівник аналітичного відділу Центру контент-аналізу з 2019 року.

## Біографія
Народився 3 березня 1984 року в м. Донецьк. Дитинство (1990-2000) пройшло в м. Луганськ. В 2001-14 роках мешкав у Донецьку. В липні 2014 року виїхав з окупованого Донецька, мешкав у Львові (2014 - початок 2016). Від березня 2016 року мешкає в Києві. 
В 2001 році переїхав до Донецька й вступив на історичний факультет Донецького національного університету, який закінчив з відзнакою в 2006 році.
В 2006-09 роках навчався в аспірантурі на кафедрі філософії ДонНУ зі спеціальності "Соціальна філософія та філософії історії", згодом викладав філософію. 
Журналістика
Шлях у журналістиці розпочався в 2001 році співпрацею з газетою "Футбольное обозрение" (Кадіївка). В 2002 році кілька місяців працював диктором новин на радіо Спорт-FM (Донецьк), в 2006-07 роках дописував до журналу "Шахтер". 
В 2008-13 роках активно співпрацював з газетою "День", а також іншими виданнями. Після початку війни та переселення до Львова працював в інформаційній агенції Гал-інфо. 
В 2016 році переїхав до Києва й долучився до команди Громадського радіо (2016-18), а згодом став ведучим Першого каналу Українського радіо (з липня 2018 року). Після початку повномасштабного вторгнення з першого дня брав участь у веденні національного телемарафону. 
Вів програму "Відкритим текстом" на телеканалі Магнолія-ТБ (2017-18).  
Член НСЖУ з 2015 року. 
Громадська діяльність
Громадська діяльність розпочалася в 2006 році. Став одним зі співзасновників Донецької молодіжної громадської організації "Поштовх", очолював Контрольно-ревізійну комісію, а також був головним редактором газети "Поштовх Плюс". В 2007-10 роках був учасником Острозького клубу вільного інтелектуального спілкування молоді. 
В 2008 році долучився до лав руху добровольців "Простір свободи", згодом став членом правління. Координував такі проєкти: "Моніторинг кінотеатрів на предмет дотримання законодавства щодо озвучення фільмів українською мовою" (2008-09), "Огляд становища української мови" (2011-2020), "Український мовний простір" (2012-14). 
Засновник та керівник Українського розмовного клубу (Донецьк) в 2012-13 роках. 
В 2016-19 роках був членом Експертної комісії з питань розповсюдження та демонстрування фільмів при Держкіно України. 
Наукова, викладацька та аналітична діяльність
Навчався в аспірантурі на кафедрі філософії ДонНУ в 2006-09 роках. Автор понад десятка наукових статей і тез з історії та філософії. Учасник близько двох десятків наукових конференцій. 
Викладав філософію в Донецькому національному університеті (2007-09), в Донецькому інституті МАУП (2013-14) та Прикарпатському інституті МАУП (2014-15).
З 2019 року - керівник аналітичного відділу Центру-контент аналізу.
Родина
Дід - Стуканов Євген Миколайович (1931-2012), кандидат історичних наук, доцент. 
Батько - Стуканов Ростислав Євгенович (1959-2019), вчитель йоги, поет. 
Сестра - Стуканова Юлія Ростиславівна (нар. 1984 року), кандидат історичних наук, доцент. 